# Svenska cupen i handboll för herrar 1982/1983
Svenska cupen i handboll för herrar 1982/1983 var den åttonde säsongen av Svenska cupen i handboll sedan starten, och den fjärde i rad. Tävlingen samlade 108 lag, vilket var nytt deltagarrekord, och sju mer än i föregående års tävling.
Precis som två år tidigare slogs de regerande cupmästarna HK Drott Halmstad ut tidigt i cupen efter en förlust mot ett lag från andradivisionen (div 1). Den här gången var det IFK Kristianstad som stod för sensationen.
I finalen ställdes division 1-laget Dalhems IF mot allsvenska bronsmedaljörerna och IHF-cupfinalisterna IFK Karlskrona. Det var Dalhems IF som på hemmaplan i Baltiska Hallen gick segrande ur striden och vann Svenska Cupen med 22–20.

## Inledande omgångar
Första omgången
Första omgången bjöd inte på några större sensationer. Följande lag stod över första omgången: HK Drott, Guif, IFK Karlskrona, GF Kroppskultur, Lugi HF, HP Warta, Vikingarnas IF, Visby IF Gute, Ystads IF, Redbergslids IK, KFUM Borås, Växjö HF, Irsta HF, IF Swithiod, IFK Kristianstad, Kiruna AIF, IF Hallby, IF Hellton, Hornskrokens IF och IK Wargo.
Ludvika HF – Brännans IF, 17-25

Norrfjärdens IF – Umeå IK, 20-33

Malmbergets AIF – Kiruna BK, 25-18

Öjeby IF – Bodens BK, 21-22

Malmabergs IK – Borlänge HK, 16-27

Sala HF – Lindeskolans IF, 27-15

Ljungsbro IF – Järnvägens IF (Hallsberg), 28-21

IF Start – Eskilstuna HK, 14-22

IFK Nyköping – FFH Vingåker, 35-16

Bålsta IF – Östermalms HK, 23-24

Hallstahammars SK – HK 71, 21-13

Väntorp/Solna IK – HK Cliff, 22-21

IFK Tumba – IK Bolton, 26-25

Stockholmspolisens IF – HK Silwing/Troja, 22-25

Lidingö SK – Danderyds SK, 20-36

IFK Österåker – IFK Lidingö, 14-20

Skånela IF – Södermalms BK, 24-33

Huddinge HK – SoIK Hellas, 19-20

Katrineholms AIK – IF Saab, 17-27

HK Brukspôjkera (Deje) – IFK Hammarö, 20-18

IFK Karlsborg – HK Tord/Södra, 21-28

Kils AIK – IFK Skövde, 18-30

Lysekils HK – Skövde AIK, 28-32

Majornas IK – IS Orion, 15-25

Stenungsunds HK – BK Heid, 20-16

Gunnilse IS – Tolereds AIK, 27-26

SUIF Borås – GIK Wasaiterna, 16-32

Proletären FF – IFK Borås, 25-28

IK Sävehof – Kortedala IF, 28-17

Oskarshamns HK – Lessebo HK, 25-17

Markaryds HK – HK Hylte, 26-25

Värnamo HK – Mullsjö IF, 25-21

Nässjö HF – Flottans IF Karlskrona, 29-26

Karlskrona HK – Eksjö BK, 17-19

S/V HK (Skillingaryd/Vaggeryd) – KFUM/BoIS Kalmar, 20-26

Hässleholms HP – IK Lågan, 22-15

Lödde HK – Malmö BI, 10-36

HS Sierra (Ängelholm) – Vellinge HK, 37-18

IFK Karlshamn – IFK Ystad, 16-28

Näsby IF – Skurups HB, 19-29

IK Sund (Helsingborg) – IFK Hässleholm, 22-18

HF Olympia – IFK Malmö, 26-28

Tollarps IF – Dalhems IF, 15-20
Andra omgången
I andra omgången av Svenska Cupen inträffade några sensationer i herrarnas tävling. Segrarna i 1981/82 års turnering, HK Drott, slogs ut av division 1-laget IFK Kristianstad med 28–27. Drott ställde upp med hela sitt stjärnspäckade lag med undantag av "Böna" Hansson. Det hjälpte inte att Hans-Gunnar Lundh sköt hela 12 mål. IFK Kristianstad som ledde från början till slut hade två svårstoppade herrar, 6-målsskytten Bo "Tjommen" Ahlberg och den spelande tränaren Lasse Norgren (nyförvärv från H 43) som gjorde 5 mål. Den andra sensationen svarade Dalhems IF för. Malmölaget slog ut allsvenska Ystads IF med 30–26 efter 14–10 i halvtid. Segerorganisatörer i Dalhem var Roland Nilsson (6 mål) och "Jocke" Sjöberg (5). Ystads IF saknade Basti Rasmussen och det kanske kan förklara en hel del. Laget innehöll tre 7-målsskyttar: Lasse Eriksson, Ulf Andersson och Anders Larsson.
Hornskrokens IF – Malmbergets AIF, 23–17

Brännans IF – Umeå IK, 29–17

Kiruna AIF – Bodens BK, 25–19

Borlänge HK – Eskilstuna Guif, 22–26

IFK Lidingö – Visby IF Gute, 24–28

Ljungsbro IF – Irsta HF, 20–26

IFK Nyköping – IF Swithiod, 14–24

IFK Tumba – SoIK Hellas, 26–28

Oskarshamns HK – IF Saab, 15–34

Östermalms HK – Väntorp/Solna IK, 15–37

Södermalms BK – Danderyds SK, 12–18

Eskilstuna HK – Sala HF, 17–22

HK 71 – HK Silwing/Troja, 23–22

IFK Kristianstad – HK Drott, 28–27

HK Tord/Södra – HP Warta, 25–28

Stenungsunds HK – Redbergslids IK, 19–21

IS Orion – IFK Borås, Omspelsmatch: IFK Borås vidare

Skövde AIK – IF Hallby, 19–25

HK Brukspôjkera (Deje) – IF Hellton, 23–32

IK Sävehof – IFK Skövde, 31–28

Gunnilse IS – GIK Wasaiterna, 19–27

KFUM Borås – GF Kroppskultur, 21–16

IFK Ystad – IFK Karlskrona, 12–26

IFK Malmö – Lugi HF, 21–27

Skurups HB – Vikingarnas IF, 21–16

Dalhems IF – Ystads IF, 30–26

Eksjö BK – Växjö HF, 20–23

Eslövs HF – IK Wargo, 16–28

Markaryds HK – Värnamo HK, 24–30

KFUM/BoIS Kalmar – Nässjö HF, 20–22

Hässleholms HP – IK Sund (Helsingborg, 31–18

HS Sierra (Ängelholm) – Malmö BI, 31–24
Tredje omgången (Sextondelsfinaler)
I tredje omgången var det dags för flera storheter att få respass ur tävlingen. Visby Gute åkte till Linköping för att möta Saab. Efter en mycket spännande match stod Saab som segrare med 26–25. Lars Erik Svedberg med sju mål och Roffe Dahlström (fem) såg till att Saab fick fortsätta i cupen. Även Kroppskultur fick tacka för sig, sedan IF Hallby besegrat Ingmar Erikssons gäng med 30–26. Det hjälpte inte att "Tobbe" Klingvall gjorde hela 13 mål och Peter Olovsson 8. Hallby med 10-målsskytten Tommy Jonsson samt Classe Ribendahl och Thomas Engdahl (båda sex mål) var bättre och vann rättvist. Därmed hade fem av nio deltagande allsvenska lag åkt ur Svenska Cupen före åttondelsfinalerna.
Två andra gamla storheter försvann också i tredje omgången. Hellas fick respass av HK 71 från Uppsala (18–22) och Redbergslid mot överraskningen Sävehof (26–18).
Hornskrokens IF – Kiruna AIF, 30–26

Brännans IF – Eskilstuna Guif, 21–27

IF Saab – Visby IF Gute, 26–25

Irsta HF – IF Hellton, 26–21

Sala HF – IF Swithiod, 13–27

HK 71 – SoIK Hellas, 22–18

Danderyds SK – Väntorp/Solna IK, 26–25

IFK Borås – HP Warta, 10–32

IF Hallby HK – GF Kroppskultur, 30–26

IK Sävehof – Redbergslids IK, 26–18

Nässjö HF – GIK Wasaiterna, 16–22

Värnamo HK – Skurups HB, 29–23

Växjö HF – Lugi HF, 21–30

HS Sierra – IFK Kristianstad, 23–36

Hässleholms HP – Dalhems IF, 22–34

IK Wargo – IFK Karlskrona, 20–26

## Slutspel
|  | Åttondelsfinaler | Åttondelsfinaler |                 |    | Kvartsfinaler | Kvartsfinaler |  |  | Semifinaler | Semifinaler |  |  | Final | Final |
|  |                  |                  |                 |    |               |               |  |  |             |             |  |  |       |       |
|  | 26 december 1982 |                  |                 |    |               |               |  |  |             |             |  |  |       |       |
|  |                  |                  |                 |    |               |               |  |  |             |             |  |  |       |       |
|  | IK Sävehof       | 19               |                 |    |               |               |  |  |             |             |  |  |       |       |
|  | IK Sävehof       | 19               | 1 februari 1983 |    |               |               |  |  |             |             |  |  |       |       |
|  | HP Warta         | 16               |                 |    |               |               |  |  |             |             |  |  |       |       |
|  | HP Warta         | 16               | IK Sävehof      | 18 |               |               |  |  |             |             |  |  |       |       |
|  | 26 december 1982 |                  | IK Sävehof      | 18 |               |               |  |  |             |             |  |  |       |       |
|  |                  | GIK Wasaiterna   | 14              |    |               |               |  |  |             |             |  |  |       |       |
|  | Värnamo HK       | GIK Wasaiterna   | 14              | 16 |               |               |  |  |             |             |  |  |       |       |
|  | Värnamo HK       |                  | 9 mars 1983     | 16 |               |               |  |  |             |             |  |  |       |       |
|  | GIK Wasaiterna   | 26               |                 |    |               |               |  |  |             |             |  |  |       |       |
|  | GIK Wasaiterna   | 26               | IK Sävehof      | 15 |               |               |  |  |             |             |  |  |       |       |
|  | 29 december 1982 |                  | IK Sävehof      | 15 |               |               |  |  |             |             |  |  |       |       |
|  |                  | Dalhems IF       | 16              |    |               |               |  |  |             |             |  |  |       |       |
|  | IF Swithiod      | Dalhems IF       | 16              | 25 |               |               |  |  |             |             |  |  |       |       |
|  | IF Swithiod      | 2 februari 1983  |                 | 25 |               |               |  |  |             |             |  |  |       |       |
|  | Irsta HF         | 22               |                 |    |               |               |  |  |             |             |  |  |       |       |
|  | Irsta HF         | 22               | IF Swithiod     | 23 |               |               |  |  |             |             |  |  |       |       |
|  | 28 december 1982 |                  | IF Swithiod     | 23 |               |               |  |  |             |             |  |  |       |       |
|  |                  | Dalhems IF       | 25              |    |               |               |  |  |             |             |  |  |       |       |
|  | Dalhems IF       | Dalhems IF       | 25              | 29 |               |               |  |  |             |             |  |  |       |       |
|  | Dalhems IF       |                  | 20 april 1983   | 29 |               |               |  |  |             |             |  |  |       |       |
|  | Lugi HF          | 24               |                 |    |               |               |  |  |             |             |  |  |       |       |
|  | Lugi HF          | 24               | Dalhems IF      | 22 |               |               |  |  |             |             |  |  |       |       |
|  | ? december 1983  |                  | Dalhems IF      | 22 |               |               |  |  |             |             |  |  |       |       |
|  |                  | IFK Karlskrona   | 20              |    |               |               |  |  |             |             |  |  |       |       |
|  | HK 71            | IFK Karlskrona   | 20              | 22 |               |               |  |  |             |             |  |  |       |       |
|  | HK 71            | 2 februari 1983  |                 | 22 |               |               |  |  |             |             |  |  |       |       |
|  | Hornskrokens IF  | 21               |                 |    |               |               |  |  |             |             |  |  |       |       |
|  | Hornskrokens IF  | 21               | HK 71           | 23 |               |               |  |  |             |             |  |  |       |       |
|  | 26 december 1982 |                  | HK 71           | 23 |               |               |  |  |             |             |  |  |       |       |
|  |                  | IF Hallby HK     | 31              |    |               |               |  |  |             |             |  |  |       |       |
|  | IF Hallby HK     | IF Hallby HK     | 31              | 29 |               |               |  |  |             |             |  |  |       |       |
|  | IF Hallby HK     |                  | 9 mars 1983     | 29 |               |               |  |  |             |             |  |  |       |       |
|  | IF Saab          | 28               |                 |    |               |               |  |  |             |             |  |  |       |       |
|  | IF Saab          | 28               | IF Hallby HK    | 17 |               |               |  |  |             |             |  |  |       |       |
|  | 30 december 1982 |                  | IF Hallby HK    | 17 |               |               |  |  |             |             |  |  |       |       |
|  |                  | IFK Karlskrona   | 21              |    |               |               |  |  |             |             |  |  |       |       |
|  | IFK Karlskrona   | IFK Karlskrona   | 21              | 23 |               |               |  |  |             |             |  |  |       |       |
|  | IFK Karlskrona   | 2 februari 1983  |                 | 23 |               |               |  |  |             |             |  |  |       |       |
|  | IFK Kristianstad | 16               |                 |    |               |               |  |  |             |             |  |  |       |       |
|  | IFK Kristianstad | 16               | IFK Karlskrona  | 30 |               |               |  |  |             |             |  |  |       |       |
|  | 15 december 1982 |                  | IFK Karlskrona  | 30 |               |               |  |  |             |             |  |  |       |       |
|  |                  | Eskilstuna Guif  | 27              |    |               |               |  |  |             |             |  |  |       |       |
|  | Danderyds SK     | Eskilstuna Guif  | 27              | 28 |               |               |  |  |             |             |  |  |       |       |
|  | Danderyds SK     |                  |                 | 28 |               |               |  |  |             |             |  |  |       |       |
|  | Eskilstuna Guif  | 40               |                 |    |               |               |  |  |             |             |  |  |       |       |
|  | Eskilstuna Guif  | 40               |                 |    |               |               |  |  |             |             |  |  |       |       |